# Peter H. Kostmayer

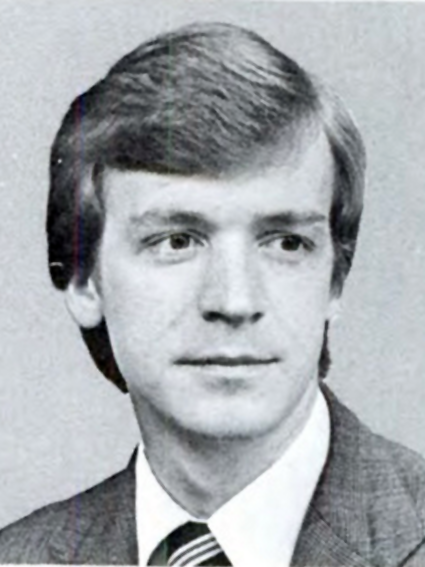
Peter H. Kostmayer

Peter Houston Kostmayer (* 27. September 1946 in New York City) ist ein US-amerikanischer Politiker. Zwischen 1977 und 1981 sowie nochmals von 1983 bis 1993 vertrat er den Bundesstaat Pennsylvania im US-Repräsentantenhaus.

## Werdegang
Peter Kostmayer besuchte die öffentlichen Schulen seiner New Yorker Heimat sowie in Solebury (Pennsylvania). Im Jahr 1965 absolvierte er die West Nottingham Academy in Colora (Maryland). Daran schloss sich bis 1971 ein Studium an der Columbia University in New York an. In den Jahren 1971 und 1972 arbeitete er als Reporter. Von 1972 bis 1973 war er Pressesprecher des Attorney General von Pennsylvania. Danach fungierte er bis 1976 als stellvertretender Pressesprecher des dortigen Gouverneurs. Politisch wurde er Mitglied der Demokratischen Partei.
Bei den Kongresswahlen des Jahres 1976 wurde Kostmayer im achten Wahlbezirk von Pennsylvania in das US-Repräsentantenhaus in Washington, D.C. gewählt, wo er am 3. Januar 1977 die Nachfolge von Edward G. Biester antrat. Nach einer Wiederwahl konnte er bis zum 3. Januar 1981 zunächst zwei Legislaturperioden im Kongress absolvieren. 1980 unterlag er dem Republikaner James K. Coyne. Zwei Jahre später zog er erneut für den achten Distrikt seines Staates in das US-Repräsentantenhaus ein, wo er am 3. Januar 1983 Coyne wieder ablöste. Nach vier Wiederwahlen konnte er bis zum 3. Januar 1993 fünf weitere Legislaturperioden im Kongress verbringen. Im Jahr 1992 wurde er nicht wiedergewählt.
In den Jahren 1994 und 1995 arbeitete Kostmayer für die staatliche Umweltschutzagentur EPA in Philadelphia. Später war er Präsident der Organisation Zero Population Growth. Im Jahr 2002 kandidierte er erfolglos für den Senat von Pennsylvania. Heute leitete er die Organisation Citizens Committee for New York City.